# Boningen
Boningen (toponimo tedesco) è un comune svizzero di 735 abitanti del Canton Soletta, nel distretto di Olten.